# Triclonella
Triclonella é um gênero de traça pertencente à família Cosmopterigidae.